# مزرعه حاجی زینل
مزرعه حاجی زینل روستایی در دهستان نصرآباد بخش مرکزی شهرستان تفت استان یزد ایران است. که در ۶۰ کیلومتری یزد قرار گرفته‌است و در دامنه کوه سرخ و در منطقه پیشکوه واقع است.

## جمعیت
بر پایه سرشماری عمومی نفوس و مسکن در سال ۱۳۹۵ جمعیت این روستا ۴۷ نفر (۲۲خانوار) بوده‌است.